# Cozy Kubo
Cozy Kubo ou Kōji Kubo (久保こーじ, Kubo Kōji, né le 14 novembre 1964) est un musicien, claviériste, compositeur, arrangeur et producteur de musique japonais. Il débute dans les années 1980 en travaillant sur des disques de TM Network, et connaît un important succès au Japon dans les années 1990 en collaborant étroitement avec le producteur Tetsuya Komuro et ses artistes, dont hitomi, Namie Amuro, Ami Suzuki, etc.